# Каланка (Граубюнден)
Каланка (італ. Calanca) — громада  в Швейцарії в кантоні Граубюнден, регіон Моеза.

## Географія
Громада розташована на відстані близько 150 км на південний схід від Берна, 70 км на південний захід від Кура.
Каланка має площу 37,7 км², з яких на 2% дозволяється будівництво (житлове та будівництво доріг), 10,2% використовуються в сільськогосподарських цілях, 57,6% зайнято лісами, 30,3% не є продуктивними (річки, льодовики або гори).

## Демографія
2019 року в громаді мешкало 200 осіб (-8,3% порівняно з 2010 роком), іноземців було 17,5%. Густота населення становила 5 осіб/км².
За віковим діапазоном населення розподілялося таким чином: 9,5% — особи молодші 20 років, 55% — особи у віці 20—64 років, 35,5% — особи у віці 65 років та старші. Було 100 помешкань (у середньому 1,9 особи в помешканні).
Із загальної кількості 112 працюючих 31 був зайнятий в первинному секторі, 49 — в обробній промисловості, 32 — в галузі послуг.